# Ковалов, Олег Альбертович
Оле́г Альбе́ртович Кова́лов (род. 20 сентября 1950, Ленинград) — советский и российский киновед, историк кино, режиссёр, сценарист, актёр, педагог.

## Биография
Родился  20 сентября 1950 года в Ленинграде в рабочей семье. После окончания средней школы год работал токарем. Затем поступил на филологический факультет Ленинградского государственного университета. Через год был отчислен. Служил в армии на Севере. Несколько раз безуспешно пытался поступить на режиссёрский факультет ВГИКа. В 1977 году был зачислен на киноведческий факультет ВГИКа (мастерская Е. Суркова, Л. Маматовой), который окончил в 1983 году. Работал редактором на киностудии «Ленфильм», редактором-методистом в ленинградском кинотеатре «Спартак» Госфильмофонда СССР.
В 1989 году снялся в одной из главных ролей в фильме Валерия Огородникова «Бумажные глаза Пришвина». В 1991 году дебютировал как кинорежиссёр фильмом «Сады скорпиона». Эта работа представляет собой монтажную фантасмагорию из хроники и игровых фильмов периода хрущёвской оттепели. В 1992 году Ковалов сделал монтажный фильм, посвящённый предреволюционному десятилетию русского кино. Название этого фильма — «Остров мёртвых» — отсылает к знаменитой картине швейцарского художника Арнольда Бёклина. В 1995 году Ковалов снял свой первый игровой фильм «Концерт для крысы», навеянный произведениями и жизнью Даниила Хармса. Для «неподготовленного» зрителя режиссёр сам написал краткую аннотацию: «„Концерт для крысы“ — трагикомическая панорама предвоенной жизни, пронизанная лиризмом и чёрным юмором. Действие фильма происходит в СССР и некоем государстве, в очертаниях которого угадывается образ Германии 30-х годов. Фильм посвящён 90-летию со дня рождения Хармса, 100-летию кинематографа и 50-летию победы над нацистской Германией».
В 1995 году на основе архивных материалов Ковалов сделал фильм «Сергей Эйзенштейн. Автобиография». В 1998 году он предложил свою монтажную версию незаконченного мексиканского фильма классика под названием «Сергей Эйзенштейн. Мексиканская фантазия». Премьерные показы обоих фильмов прошли на Берлинском кинофестивале.
В 2000 году Ковалов снял второй игровой фильм «Тёмная ночь», премьера которого состоялась на Роттердамском кинофестивале 2001 года. Это черно-белая фантазия на темы немецкого кино 30-х годов, которую сам автор определил как «высокую пародию». О своём творчестве он заявил следующее:

Меня в принципе не интересует коммерческое кино. Потому что меня не интересуют фильмы, механику которых я понимаю. Если я чувствую, как сделан фильм, я теряю к нему всякий интерес. В кино меня интересует другое: проблема сверхрежиссуры.
С 1978 года выступает в печати как кинокритик, теоретик и историк кино. Автор рецензий и статей в журналах «Советский экран», «Искусство кино», «Сеанс», «Киноведческие записки» и др. Эксперт, автор статей в «Новейшей истории отечественного кино. 1986—2000». Ковалов был одним из составителей антологии «С. М. Эйзенштейн: pro et contra», опубликованной в 2015 году издательством Русской христианской гуманитарной академии. В 2016–2017 годах в издательстве «Сеанс» вышли два тома его книги «Из(л)учение странного», посвящённой отечественному кино XX века.
Преподаёт на кафедре драматургии и киноведения Санкт-Петербургского государственного института кино и телевидения и в Высшей школе режиссёров и сценаристов в Санкт-Петербурге.

## Фильмография

### Режиссёр
- 1991 — Сады скорпиона
- 1992 — Остров мёртвых
- 1995 — Концерт для крысы
- 1995 — Сергей Эйзенштейн. Автобиография
- 1998 — Сергей Эйзенштейн. Мексиканская фантазия
- 2001 — Тёмная ночь
- 2002 — ФЭКС (документальный, из цикла «Кинорежиссёр: профессия и судьба»)
- 2002 — Фридрих Эрмлер (документальный, из цикла «Кинорежиссёр: профессия и судьба»)
- 2004 — Я боюсь
- 2007 — Выборг (документальный)

### Сценарист
- 1995 — Русская идея (документальный, режиссёр Сергей Сельянов)

### Роли в кино
— главная роль

| Год  |   | Название                                                   | Роль                                                                          |
| ---- | - | ---------------------------------------------------------- | ----------------------------------------------------------------------------- |
| 1986 | ф | Взломщик                                                   | Имя персонажа не указано                                                      |
| 1989 | ф | Бумажные глаза Пришвина                                    | Хрусталёв                                                                     |
| 1993 | ф | Никотин                                                    | Имя персонажа не указано                                                      |
| 2002 | ф | Копейка                                                    | Антон Борисович                                                               |
| 2006 | с | Кружение в пределах кольцевой                              | Станислав Игоревич Камолов                                                    |
| 2008 | ф | Бумажный солдат                                            | Гость в бараке                                                                |
| 2008 | ф | Полторы комнаты, или Сентиментальное путешествие на родину | Имя персонажа не указано                                                      |
| 2009 | с | Город счастья                                              | Станислав Игоревич Камолов: телеведущий, отец Тани, бывший муж Ирины Петровны |
| 2010 | с | Побег                                                      | Имя персонажа не указано                                                      |

### Призы и награды
- Первая премия Союза кинематографистов СССР (1989)
- Приз кинопрессы за лучший дебют года (1991, «Сады скорпиона»)
- Гран-при в конкурсе «Кино не для всех» КФ «Кинотавр» в Сочи (1993, «Остров мертвых»)
- Специальный приз жюри на ОКФ «Киношок» в Анапе (1995, «Концерт для крысы»)
- специальный приз на МКФ стран Восточной Европы в Котбусе (1996, «Концерт для крысы»)
- Премия «Ника» за лучший неигровой фильм (1996, «Сергей Эйзенштейн. Автобиография»)
- Приз жюри CICAE на МКФ в Берлине (1998, «Сергей Эйзенштейн. Мексиканская фантазия»)
- Приз «СЛОН» за статьи в журнале «Искусство кино» (2008)[7]
- Приз «СЛОН» за составление книги «С.М. Эйзенштейн: pro et contra» (совместно с Натальей Скороход, Светланой Семенчук, 2014)[7]
- Приз «СЛОН» за книгу «Из(л)учение странного» (2016)[7]